# Hammermühle (Wachenroth)
Hammermühle ist ein Gemeindeteil des Marktes Wachenroth im Landkreis Erlangen-Höchstadt (Mittelfranken, Bayern). Hammermühle liegt in der Gemarkung Wachenroth.

## Geografie
Die aus einem Wohn- und vier Nebengebäuden bestehende Einöde liegt an der Reichen Ebrach und ist von Acker- und Grünland mit vereinzeltem Baumbestand umgeben. Etwas weiter östlich mündet der Vocksgraben als rechter Zufluss in die Reiche Ebrach. Ein Anliegerweg verläuft nach Kleinwachenroth (1,2 km westlich) bzw. zu einer Gemeindeverbindungsstraße bei Horbach (0,4 km östlich).

## Geschichte
Im Rahmen des Gemeindeedikts wurde Hammermühle dem 1808 gebildeten Steuerdistrikt Wachenroth und der im selben Jahr gebildeten Ruralgemeinde Wachenroth zugewiesen.

### Einwohnerentwicklung
| Jahr      | 001827 | 001861 | 001871 | 001885 | 001900 | 001925 | 001950 | 001961 | 001970 | 001987 |
| Einwohner |        | 14     | 15     | 8      | 11     | 8      | 5      | 5      | 4      | 6      |
| Häuser    | 1      |        |        | 2      | 2      | 1      | 1      | 1      |        | 1      |
| Quelle    | [ 7 ]  | [ 8 ]  | [ 9 ]  | [ 10 ] | [ 11 ] | [ 12 ] | [ 13 ] | [ 14 ] | [ 15 ] | [ 1 ]  |

## Religion
Der Ort ist römisch-katholisch geprägt und nach St. Gertrud (Wachenroth) gepfarrt. Die Einwohner evangelisch-lutherischer Konfession sind in die Schlosskirche (Weingartsgreuth) gepfarrt.